# Chi Chi
Chi Chi – singel amerykańskiej raperki Azealii Banks, wydany oficjalnie w czerwcu 2017 roku. Po raz pierwszy piosenka została zaprezentowana fanom na stronie internetowej sklepu należącego do Banks, CheapyXO. 6 czerwca utwór został udostępniony w internetowych serwisach muzycznych dzięki wytwórni Global Records. Produkcją utworu zajął się Jonathan Harris, który współpracował z artystką jeszcze na albumie Broke with Expensive Taste (2014).
Tekst piosenki został zainspirowany filmową kwestią "Chi Chi, get the yayo" pochodzącą z Człowieka z blizną (1983). Wypowiada ją bohater Tony Montana, grany przez Al Pacino. "Yayo" w slangu jest odniesieniem do kokainy.
Krytycy muzyczni pozytywnie wypowiedzieli się o piosence, opisując ją jako "świeżą i unikatową".
Pierwotnie singel nie był powiązany z jakimkolwiek albumem, ale w 2018 ogłoszono, że ma się pojawić na nadchodzącym krążku Fantasea II: The Second Wave.

## Historia wydania
| Kraj  | Data           | Format           | Wytwórnia      |
| ----- | -------------- | ---------------- | -------------- |
| Świat | 5 czerwca 2017 | Streaming        | Global Records |
| Świat | 6 czerwca 2017 | Digital download | Global Records |